# Музика на романтизма
Ерата на музиката на романтизма се дефинира като период от европейската класическа музика, който протича в най-общи линии между ранните години на 19 век до първото десетилетие на 20 век, също както и музиката, писана в съответствие на нормите и стиловете на този период.
Периодът на романтизма се предхожда от този на класицизма и е последван от модерния период. На преден план се поставя песента, оперният жанр и се въвеждат разнообразни теми в инструменталната музика. Известни представители на този период са Франц Шуберт, Фредерик Шопен, Роберт Шуман, Ференц Лист, Ектор Берлиоз, Феликс Менделсон Бартолди, Йоханес Брамс и много други.
Художествено направление в изкуството – изобразително, литература, музика и театър. Появило се в началото на 19 век. Една от причините да се появи е разочарованието на хората от резултатите от френската революция. Идеята за свобода, равенство и братството не се реализират, което води от една страна до желание за борба, протест, бунтарство, а от друга до бягство от действителността. Затваряне във вътрешния свят на човека.
Романтизмът донася нови теми и образи в музиката: За самотата на човека, за странстването по света, за конфликта „човек – действителност“/ Решен като бягство сред природата, бягство в съня и фантазиите. Повишава се интереса към фолклора, към старинните митове, легенди, предания, приказната тематика и история. В музиката преобладават лиричните произведения, творбите придобиват характер на интимна изповед. За разлика от епохата на просвещението при романтизмът водещи са чувствата, а не разума.
В романтизма се „счупват“ идеите на класицизма. Главно осъществяват технически развития в пианото Ференц Лист, Фредерик Шопен,
а в цигулката Николо Паганини, Пабло Сарасате, Хенрик Виенявски.
Основен жанр става вокалната миниатюра – песен, балада и клавирната миниатюра.
Развиват се различни композиторски национални школи.